# 濱元隆輔
濵元 隆輔（はまもと りゅうすけ、RyuMoto、1981年2月16日 - ）は日本の漫画家、イラストレーター。東京工芸大学芸術学部マンガ学科講師。福岡県出身。
アメコミを愛好しており、自身のアメリカ進出が目標でもある。
自身のオリジナル作品は「WHITE CHAOS」の舞台である人間界と異世界「ホワイトカオス」のどちらか舞台として同一の世界観に属しており、お気に入りの『うれっこどうぶつ』のキャラ、「関根とM根」は全ての作品に登場させていた。2010年4月30日、Ustream配信で森小太郎が新人の漫画を晒しそれを濱元ら作家仲間の漫画家が批評したことに対し、それを非難する動画がニコニコ動画に上げられた。

## 主な作品一覧

### 漫画
連載作品
- もえよん学園 - 『もえよん』連載（共著、原案協力：吉崎観音）全2巻。
- UG☆アルティメットガール（原作：m.o.e.スタジオマトリックス） - 『月刊電撃コミックガオ!』連載 単巻
- LR少女探偵団 - 『まんがタイムきららMAX』連載（フレックスコミックスより「完全版」刊行）単巻
- うれっこどうぶつ - 『マジキュー』連載 単巻
- WHITE CHAOS - 『COMIC SEED!』連載 全2巻
- ねこのさかうえ『マジキュー』連載（ビジュアルノベル作品でイラスト担当。文：小池倫太郎）単巻
- ぷちえゔぁ - 『月刊少年エース』他連載 全2巻
- ウサギ ルリカラクサ - 『YOMBAN』全2巻
- サユリリ - 『月刊ComicREX』連載 全2巻
- ひよこぼっち - 『週刊ファミ通』連載 全2巻
- オニワーク - 『まんがくらぶオリジナル』目次ページに連載
- エンカとハナミチ - 『コミック アース・スター』連載 単巻
- ゲスと神様 - 『ComicWalker』連載 全2巻

読切作品
- ぐうぞうまじょ! Idol Witch Project - 『季刊GELATIN』2009あき掲載
- TORSO - 『月刊コミックバーズ』2014年3月号掲載
- こあらぶ - 『月刊IKKI』2014年9月号掲載
- 黒崎さんの飼育日記 - 『まんがくらぶオリジナル』2014年10月号掲載

他、アンソロジー等に多数掲載。

### イラスト
ライトノベル
- けろけろ 緑の誓い（著：矢島さら）『徳間デュアル文庫』刊 単巻
- アルティメットガール 桜花春風巨大乙女！（著：威成一）『電撃文庫』刊 単巻
- 彼女はミサイル（著：須堂項）『MF文庫J』刊 全3巻
- ひと夏の経験値（著：秋口ぎぐる）『富士見ドラゴンブック』刊 単巻
- 紅刀三姉妹（著：琴羽マクラ）『スクウェア・エニックス・ノベルズ』刊 単巻
- 魔王さまげ〜む！（著：渡島健康）『メガミ文庫』刊 全3巻
- ダン←ダム フィアの逆襲（著：持田康之）『みのり文庫』刊 単巻
- まじょおーさまばくたん！（著：七星十々）『創芸社クリア文庫』刊 単巻
- 開店！メタモル書店（著：関田涙）『ポプラポケット文庫』刊 全2巻
- 転生したら孤児になった! 魔物に育てられた魔物使い(剣士) （著：壱弐参）『アース・スターノベル』刊 全3巻

ウェブサイト
- 「四季（夏&冬）」（ガンガンONLINE2009年5月7日配信）

アニメエンドカード
- STAR DRIVER 輝きのタクト（TOKYO MX放送版 第18話）

### 参考書
- デフォルメキャラの描き方 デフォルメ表現の基本を徹底解説!（玄光社 2016年6月25日発売）

### キャラクターデザイン
- ぷちえゔぁ
- ダン←ダム
- プリンセスプロダクション
- ゴッドイーター（プロモーションアニメ、キャラクターデザイン協力）[5]
- スタン・リー作品 SDキャラクター[6]